# Charles Schwab Corporation
Charles Schwab Corporation — американська компанія зі штаб-квартирою в Сан-Франциско, штат Каліфорнія. Засновником компанії є Чарльз Шваб. Компанія здійснює брокерські послуги на фінансовому ринку. «Charles Schwab» є публічною компанією, акції якої торгуються на біржі NYSE (тікер SCHW), i входить до списку акцій S&P 500.

## Історія
У квітні 1971 року фірма була зареєстрована в Каліфорнії як First Commander Corporation, дочірня компанія Commander Industries, Inc., для традиційних брокерських послуг і публікації інвестиційного бюлетеня Schwab. У листопаді того ж року Шваб і ще чотири людини отримали всі акції Commander Industries, Inc., а в 1972 році Шваб купив всі акції Commander Industries. У 1973 році назва компанії змінилась на Charles Schwab & Co., Inc.
У 1975 році Комісія з цінних паперів і бірж США дозволяла узгоджені ставки комісій, а Шваб створював брокерські знижки. У вересні 1975 року Schwab відкрила свою першу філію в Сакраменто, Каліфорнія, і почала пропонувати брокерські послуги. У 1977 році Schwab почала пропонувати семінари для клієнтів, а до 1978 року у Schwab було 45,000 клієнтських рахунків; ця цифра подвоїлася до 84,000 в 1979 році. У 1980 році Schwab створила перше в галузі 24-годинне котирування, а загальна кількість клієнтських рахунків зросла до 147,000. У 1981 році Schwab стала членом NYSE, і загальна кількість клієнтських рахунків зросла до 222 000. У 1982 році Schwab відкрила перший міжнародний офіс в Гонконзі, а кількість клієнтських рахунків на той момент склала 374,000.
У 1983 році компанія була куплена Bank of America за $ 55 млн. У 1964 році компанія запустила 140 взаємних фондів без навантаження. У 1987 році керівництво, в тому числі Чарльз Р. Шваб, купило компанію у Bank of America за $ 280 млн.
У 1991 році компанія придбала Mayer & Scweitzer, маркетмейкерську фірму, яка дозволила Schwab виконувати замовлення своїх клієнтів, не відправляючи їх на біржу. У 1997 році Mayer & Schweitzer була оштрафована на 200 тис. доларів США за те, що не змогла організувати кращі угоди для своїх клієнтів. У 2000 році підрозділ було перейменовано в Schwab Capital Markets.
У 1993 році компанія відкрила свій офіс в Лондоні.
У 1995 році була придбана компанія Hampton, засновником якої був Уолтер У. Беттінгер, який став в 2008 році головним виконавчим директором Schwab.
У 2000 році Schwab придбала U.S. Trust за $ 2,73 млрд. У 2001 році, менш ніж через рік після придбання U.S. Trust, дочірня компанія U.S. Trust була оштрафована на $10 млн у справі про порушення банківської таємниці. Потрібно було заплатити $5 млн Департаменту банківського обслуговування штату Нью-Йорк і $ 5 млн Правлінню Федерального резерву. 20 листопада 2006 року Schwab оголосила про угоду продати US Trust компанії Bank of America за $3,3 млрд долл. Операція була закрита в другому кварталі 2007 року.
У листопаді 2003 року компанія Schwab оголосила про придбання SoundView Technology Group, яка займається фондовим аналізом за $345 млн.
Девід С. Поттрак, який провів 20 років в брокерській фірмі як «права рука» Чарльза Р. Шваба, ділив звання генерального директора з засновником компанії з 1998 по 2003 рік. У травні 2003 року Шваб пішов у відставку і дав Поттраку одноосібний контроль як генеральному директору. 24 липня 2004 року Поттрук покинув правління компанії, Чарльз Р. Шваб знову очолив компанію. Новини про виключення Поттрука з правління з'явилися після того, як фірма оголосила, що загальний прибуток знизився на 10 %, до $ 113 млн, що багато в чому було обумовлено 26 % зниженням доходів від торгівлі акціями клієнтів.
Повернувшись до контролю, Шваб визнав, що компанія «втратила зв'язок з нашою спадщиною» і швидко переорієнтувала бізнес на надання фінансових консультацій окремим інвесторам. Він також відмовився від виплат гонорарів Поттруку. Компанія відновилася, і в 2005 році її прибуток і акції почали рости. Ціна акцій зросла до 151 % з моменту відставки Поттрука, і в десять разів з моменту повернення Чарльза Шваба. Чисті активи компанії, або активи, отримані від інших фірм, збільшилися в чотири рази з 2004 по 2008 рік.
Через відносно низьку схильність компанії іпотечним паперам, компанія в значній мірі змогла уникнути потрясінь фінансової кризи 2007—2008 років, які серйозно нашкодили багатьом конкурентам. Однак вона почала продавати клієнтам інструмент під назвою YieldPlus, який мав субстандартне іпотечне кредитування, що призвело до величезних втрат для деяких інвесторів.
У 2007 році компанія придбала The 401 (k) Company.
22 липня 2008 року Волтер У. Беттінгер, колишній головний операційний директор, був призначений на посаду головного виконавчого директора. Чарльз Р. Шваб залишився виконавчим головою компанії і заявив, що він буде «продовжувати виконувати функції дуже активного голови». Беттінгер заявив: «Чак і я тісно співпрацювали протягом багатьох років, готуючись до цього переходу, і ми будемо продовжувати тісно співпрацювати в наших відповідних ролях як виконавчий голова і головний виконавчий директор».
У 2011 році компанія придбала OptionsXpress.
У 2012 році компанія придбала ThomasPartners, компанію з управління активами.
1 липня 2020 року компанія придбала Wasmer, Schroeder & Company, незалежного інвестиційного менеджера з фіксованим доходом окремо управляючих рахунків.
6 жовтня 2020 року компанія завершила придбання Ameritrade TD.
1 січня 2021 року компанія перенесла штаб-квартиру до Вестлейк, Техас.